# Bells Line of Road
Die Bells Line of Road ist eine Hauptverbindungsstraße im Osten des australischen Bundesstaates New South Wales. Sie verbindet den Hawkesbury Valley Way in Richmond mit der Chifley Road in Bell in den Blue Mountains.
Die Straße ist Teil der Staatsstraße 40, die den Nordwesten von Sydney mit der Stadt Lithgow verbindet.

## Geschichte
Die Straße verläuft entlang einer alten Wanderroute der Aborigines, die 1823 von den Führern Darug men Emery und Cogy dem Forschungsreisenden und Politiker Archibald Bell jr. (1804–1883) gezeigt wurde. Die Expedition wurde vom Vermesser Robert Hoddle begleitet und die neue Route über die Blue Mountains wurde als Bells Line bekannt. Später wurde der Pfad gerodet und es entstand so neben dem Great Western Highway eine zweite Straße über die Berge, die allerdings vor dem Zweiten Weltkrieg selten genutzt wurde.
Zwischen 1939 und 1949 wurde die Bells Line of Road wesentlich ausgebaut, um – besonders im Krieg – als Alternative zur weiter südlich verlaufenden Hauptstraße dienen zu können.
Auch heute ist die Straße noch als Alternativroute beliebt, besonders bei den Touristen.

## Verlauf
Die Bells Line of Road beginnt in Richmond, wo sie als Fortsetzung des Hawkesbury Valley Way (S40) über die Richmond Bridge, die den Hawkesbury River überquert, führt. Durch die Ortschaft Kurmond und vorbei an Kurrajong führt die Straße über die Bells Range und durch Kurrajong Heights. Auf dem Kamm des Gebirges durchquert die Bells Line of Road die Orte Bilpin und Berambing mit ihren Obsthainen.
Danach führt die Straße nach Mount Tomah, das bekannt für seinen botanischen Garten auf etwa 1.000 m Höhe ist, hinauf, vorbei am Mount Bell und Mount Charles, über den Pierces Pass und zum Mount Banks. 8 km vor Bell zweigt nach Norden eine schmale Straße zu den Orten Mount Wilson und Mount Irvine ab. Ab der Ortschaft Bell heißt die Straße Chifley Road (S40).

## Straßenzustand und Geschwindigkeitsbeschränkungen
Die Straße ist über weite Strecken steil und kurvig. Am Bellbird Hill steigt sie 450 m vom Tal des Hawkesbury River zur Bell Range an. Teilweise werden 12,5 % Steigung erreicht und es gibt etliche enge Kurven. Weitere steile Streckenabschnitte sind die Ost- und die Westrampe des Mount Tomah und des Mount Bell sowie The Glen westlich von Kurrajong Heights.
Im November 2007 kündigte die Straßenverkehrsbehörde Pläne an, die zulässige Höchstgeschwindigkeit auf dieser Strecke zu senken. Innerhalb einer Woche kam so starker Protest auf, dass die Pläne zunächst auf Eis gelegt wurden. Im Oktober 2008 wurden dieselben Pläne erneut bekanntgegeben, verbunden mit der Behauptung, man hätte sich mit den Anliegergemeinden beraten. Allerdings meldeten sich etliche Straßenbenutzer, sowie Politiker von Orten westlich der Blue Mountains, die angaben, nicht befragt worden zu sein. Dennoch wurde die zulässige Höchstgeschwindigkeit östlich von Bell auf 80 km/h gesenkt.

## Autobahn über die Blue Mountains
Viele Jahre lang forderten Lobbyisten schon einen „Super-Highway“ über die Blue Mountains. Sie machten geltend, dass die Straßen von Sydney in das Zentrum des Staates nur unzureichend ausgebaut sind und so die wirtschaftliche Entwicklung behindern. Lange Jahre galt der Great Western Highway als ideale Route für diese Autobahn, aber Studien stellten fest, dass der Bau eines Freeways auf dieser Route zu teuer wäre, und so ließ man die Idee fallen.
2002 beschafften die Lobbyisten AU-$ 2 Mio. für eine Machbarkeitsstudie eines Freeways entlang der Bells Line of Road und der anderen Straßen der Staatsstraße 40. Im November 2004 ergab diese Studie, dass ein Autobahnbau auf dieser Route zwar technisch machbar, jedoch nicht wirtschaftlich und zudem eine Gefahr für die Nationalparks in der Nachbarschaft sei.

## Alternativrouten
Die nächste befahrbare Route über die Blue Mountains nördlich der Bells Line of Road ist der Bylong Valley Way, der das Hunter Valley und die Hafenstadt Newcastle mit dem Zentrum von New South Wales verbindet.